# Taeniophyllum muelleri
Taeniophyllum muelleri är en orkidéart som beskrevs av John Lindley och George Bentham. Taeniophyllum muelleri ingår i släktet Taeniophyllum och familjen orkidéer. Inga underarter finns listade i Catalogue of Life.